# Балка Калинова (притока Кринки, селище Металіст)
Балка Калинова  (Велика Калинова) — балка (річка) в Україні у Амвросіївському районі Донецької області. Права притока річки Кринки (басейн Азовського моря).

## Опис
Довжина балки приблизно 11,55 км, найкоротша відстань між витоком і гирлом — 9,71  км, коефіцієнт звивистості річки — 1,19 . Формується багатьма балками та загатами.

## Розташування
Бере початок у селищі Металіст. Тече переважно га північний схід через село Єлизавето-Миколаївку і на північно-західній стороні від селища Калинове впадає у річку Кринку, праву притоку річки Міусу.

## Цікаві факти
- Від витоку балки на захдній стороні на відстані приблизно 1,21 км пролягає автошлях Т 0507[3] (автомобільний шлях територіального значення у Донецькій області. Пролягає територією Донецької, Макіївської та Харцизької міськрад, а також територією Амвросіївського району через Донецьк — Макіївку — Харцизьк — Іловайськ — Амвросіївку — Успенку (пункт контролю). Загальна довжина — 62,5 км.).
- У XX столітті на балці існували молочно,- птахо,- та свино-тваринні ферми (МТФ, ПТФ, СТФ), водосховища та газові свердловини[2].